# Lijst van graven van Holland en Zeeland
Dit is een lijst van de graven van Holland en Zeeland.
| Graaf                     | Opvolging                                                              | Periode                 | Graafschap                                              |
| ------------------------- | ---------------------------------------------------------------------- | ----------------------- | ------------------------------------------------------- |
| Gerulf                    |                                                                        | 889 - ca. 898           | Kennemerland                                            |
| Dirk I                    | zoon van Gerulf                                                        | ca. 898 - 939           | Kennemerland                                            |
| Dirk II                   | zoon van Dirk I                                                        | 939 - 988               | Kennemerland, Maasland en Texel                         |
| Arnulf                    | zoon van Dirk II                                                       | 988 - 993               | Kennemerland, Maasland en Texel                         |
| Lutgardis van Luxemburg   | vrouw van Arnulf, regentes voor Dirk III                               | 993 - 1005              | Kennemerland, Maasland en Texel                         |
| Dirk III                  | zoon van Arnulf                                                        | 993 - 1039              | Kennemerland, Maasland, Texel en Rijnland               |
| Dirk IV                   | zoon van Dirk III                                                      | 1039 - 1049             | Kennemerland, Maasland, Texel en Rijnland               |
| Floris I                  | zoon van Dirk III, broer van Dirk IV                                   | 1049 - 1061             | Kennemerland, Maasland, Texel en Rijnland               |
| Geertruida van Saksen     | vrouw van Floris I, regentes voor Dirk V                               | 1061 - 1070             | Kennemerland, Maasland, Texel en Rijnland               |
| Robrecht I van Vlaanderen | tweede man van Geertruida, regent voor Dirk V                          | 1063 - 1070             | Kennemerland, Maasland, Texel en Rijnland en Vlaanderen |
| Dirk V                    | zoon van Floris I                                                      | 1061 - 1070 1076 - 1091 | Kennemerland, Maasland, Texel en Rijnland               |
| Floris II                 | zoon van Dirk V                                                        | 1091 - 1121             | Holland                                                 |
| Dirk VI                   | zoon van Floris II                                                     | 1121 - 1157             | Holland, Zeeland, Westergo, Oostergo en Stavoren        |
| Floris de Zwarte          | zoon van Floris II                                                     | 1129 - 1132             | Holland                                                 |
| Floris III                | zoon van Dirk VI                                                       | 1157 - 1190             | Holland, Zeeland en Midden-Friesland                    |
| Dirk VII                  | zoon van Floris III                                                    | 1190 - 1203             | Holland en Zeeland                                      |
| Ada                       | dochter van Dirk VII                                                   | 1203 - 1203             | Holland                                                 |
| Lodewijk II van Loon      | echtgenoot van Ada                                                     | 1203 - 1208             | Holland en Loon                                         |
| Willem I                  | zoon van Floris III                                                    | 1203 - 1222             | Holland, Zeeland, Westergo, Oostergo en Stavoren        |
| Boudewijn I van Bentheim  | kleinzoon van Dirk VI, regent voor Floris IV                           | 1222 - 1222             | Holland en Zeeland en Bentheim                          |
| Floris IV                 | zoon van Willem I                                                      | 1222 - 1234             | Holland en Zeeland                                      |
| Willem                    | zoon van Willem I, regent voor Willem II                               | 1234 - 1238             | Holland en Zeeland                                      |
| Otto                      | zoon van Willem I, regent voor Willem II                               | 1238 - 1239             | Holland en Zeeland                                      |
| Willem II                 | zoon van Floris IV                                                     | 1234 - 1256             | Holland en Zeeland en Rooms-koning                      |
| Floris de Voogd           | zoon van Floris IV, medebestuurder van Willem II, regent voor Floris V | 1247 - 1258             | Holland en Zeeland                                      |
| Aleid                     | dochter van Floris IV, regentes voor Floris V                          | 1258 - 1263             | Holland en Zeeland                                      |
| Otto II van Gelre         | regent voor Floris V                                                   | 1263 - 1266             | Holland en Zeeland en Gelre                             |
| Floris V                  | zoon van Willem II                                                     | 1256 - 1296             | Holland en Zeeland                                      |
| Jan I                     | zoon van Floris V                                                      | 1296 - 1299             | Holland en Zeeland                                      |
| Jan II                    | zoon van Aleid                                                         | 1299 - 1304             | Holland, Zeeland en Henegouwen                          |
| Willem III                | zoon van Jan II                                                        | 1304 - 1337             | Holland, Zeeland en Henegouwen                          |
| Willem IV                 | zoon van Willem III                                                    | 1337 - 1345             | Holland, Zeeland en Henegouwen                          |
| Margaretha                | dochter van Willem III, zuster van Willem IV                           | 1345 - 1354             | Holland, Zeeland en Henegouwen                          |
| Willem V                  | zoon van Margaretha                                                    | 1354 - 1358             | Holland, Zeeland en Henegouwen                          |
| Albrecht                  | zoon van Margaretha                                                    | 1358 - 1404             | Holland, Zeeland en Henegouwen                          |
| Willem VI                 | zoon van Albrecht                                                      | 1404 - 1417             | Holland, Zeeland en Henegouwen                          |
| Jan III                   | zoon van Albrecht, broer van Willem VI                                 | 1417 - 1425             | Holland, Zeeland en Prinsbisdom Luik                    |
| Jacoba                    | dochter van Willem VI                                                  | 1417 - 1433             | Holland, Zeeland en Henegouwen                          |
| Filips de Goede           | --                                                                     | 1433 - 1467             |                                                         |
| Karel de Stoute           | zoon van Filips de Goede                                               | 1467 - 1477             |                                                         |
| Maria de Rijke            | dochter van Karel de Stoute                                            | 1477 - 1482             |                                                         |
| Filips de Schone          | zoon van Maria de Rijke                                                | 1482 - 1506             |                                                         |
| Karel V                   | zoon van Filips de Schone                                              | 1506 - 1555             |                                                         |
| Filips II                 | zoon van Karel V                                                       | 1555 - 1581             |                                                         |